# Xing Lin
Xing Lin (* 25. Mai 1979 in Shenyang, Liaoning) ist eine chinesische Triathletin.
Xing studierte drei Jahre an einer Sportuniversität der chinesischen Armee. 1996 belegte Xing Lin den ersten Platz bei der Asiatischen Triathlonmeisterschaft in Indien. Bei der Asiatischen Triathlonmeisterschaft 2004 auf den Philippinen konnte sie den achten Platz erreichen. Im selben Jahr debütierte Xing bei den Olympischen Sommerspielen 2004 in Athen. Dort konnte sie den am 25. August stattfindenden Wettbewerb nicht beenden. Vier Jahre später gehörte Xing Lin dem chinesischen Kader für die Olympischen Sommerspiele 2008 in Peking an. Am 18. August 2008 konnte sie den Wettbewerb auf Platz 40 beenden.